# Benjamin-Hyacinthe-Martin Cherrier
Benjamin-Hyacinthe-Martin Cherrier (11 novembre 1757 – 15 décembre 1836) est un arpenteur et homme politique canadien-français.   

## Biographie
Il est né Benjamin-Hyacinthe Cherrier à Longueuil en 1757, le fils de François-Pierre Cherrier. Il étudie au collège Saint-Raphaël. Par la suite, il s'établit à Saint-Denis-sur-Richelieu, où il installe son cabinet de géomètre. Il est élu député de Richelieu au Parlement du Bas-Canada en 1792 et est réélu en 1796. Il meurt à Saint-Denis en 1836, à l'âge de 79 ans. 
Son frère Séraphin a pratiqué la médecine et aussi siégé à l'Assemblée législative. Son neveu Côme-Séraphin Cherrier devient avocat et a siégé à l'Assemblée législative. Sa sœur Rosalie se maria avec le notaire Joseph Papineau, également membre de l'Assemblée, et fut la mère de Louis-Joseph Papineau. Une autre sœur, Périne-Charles, épousa Denis Viger et fut la mère de Denis-Benjamin Viger. Sa fille Marguerite a épousé Léonard Godefroy de Tonnancour.